# State of Mind (singolo Holly Valance)
State of Mind è il primo ed unico singolo estratto dal secondo album studio di Holly Valance, intitolato State of Mind. Il singolo si differenzia dai precedenti per un'interpretazione più elettronica, dance e house e non come gli altri singoli che includevano anche il genere pop. Tuttavia il brano, per il genere poco commerciale, è il singolo meno venduto e più deludente della cantante Australiana. Esso è stato esibito più volte in moltissime trasmissioni (anche italiane) e riesce a debuttare alla posizione numero 8 della classifica inglese e alla numero 14 di quella australiana.

## Videoclip
Il video è stato diretto da Jake Nava. Inizialmente il video mostra Holly, in stile cantante rock anni '90, guidare per le strade notturne di una città simile a Los Angeles con la sua macchina (una Toronado del 1966), mentre si dirige ad un locale. Ad un certo punto si ferma al rosso di un semaforo, si volta e nota due ragazze; quando la luce del semaforo diventa verde, mostra il dito medio alle ragazze e sfreccia via. Subito dopo si vede la cantante entrare in un locale dove, oltrepassata la folla, sale sul palco e si esibisce cantando il singolo, acclamata dal pubblico. Terminata l'esibizione, Holly si dirige nel backstage, si cambia indossando un abito corto elegante, si trucca ed esce dal club per rientrare in macchina nuovamente e partire. Durante il viaggio si fa mattina e la cantante arriva ad una villa dal design moderno all'interno della quale si trovano donne e uomini d'affari in effusioni. Alla fine del video vediamo Holly camminare verso la sua camera da letto, buttarsi nel letto e farsi riprendere da una videocamera.

## Posizioni in Classifica
| Chart (2003/2004)       | Peak Position |
| ----------------------- | ------------- |
| UK Singles Chart        | 8             |
| Italy Singles Chart     | 41            |
| Australia Singles Chart | 14            |
| Ireland Singles Chart   | 27            |
| Finland Singles Chart   | 16            |
| Japan Singles Chart     | 28            |

## Formati del Singolo e Tracce
Europe Enhanced CD
1. State Of Mind (Album Version - Radio Edit) — 3:18
2. State Of Mind (Vertigo Remix) — 6:52
3. State Of Mind (Felix Da Housecat Mix) — 7:25
4. State Of Mind (Official Music Video)
5. Photogallery

Questa versione contiene anche un piccolo calendario, rimasto però incompleto.
Europe 2-Tracks CD
1. State Of Mind (Album Version - Radio Edit) — 3:18
2. State Of Mind (Felix Da Housecat Mix) — 7:25

Australia CD
1. State Of Mind (Album Version - Radio Edit) — 3:18
2. State Of Mind (Vertigo Remix) — 6:52
3. State Of Mind (Rhythm Shed Radio Edit) — 3:16
4. State Of Mind (Felix Da Housecat Mix) — 7:25
5. State Of Mind (Extended Original) — 5:14

Australia/Europe/Japan Promo
1. State Of Mind (Album Version - Radio Edit) — 3:18

Mixes
1. State Of Mind (Vertigo Radio Edit) — 3:25
2. State Of Mind (Lost Boys Edit) — 6:53
3. State Of Mind (Felix Da Housecat Mix) — 7:25
4. State Of Mind (Rhythm Shed Radio Edit) — 3:16

DVD Single
1. State Of Mind (Official Music Video)
2. State Of Mind (Behind The Scenes)
3. Photogallery
4. Album Preview

## Remix e Versioni Ufficiali
- Extended Original — 5:14
- Vertigo Remix — 6:52
- Vertigo Radio Edit — 3:25
- Vertigo Dub — 6:53
- Felix Da Housecat Mix — 7:25
- Felix Da Housecat Dub — 7:23
- Rhythm Shed Radio Edit — 3:16
- Rhythm Shed Remix — 6:35
- Lost Boys Edit — 3:18